# Alex Higgins
Alex Higgins (Belfast, 18 de março de 1949 – Belfast, 24 de julho de 2010) foi um jogador profissional de snooker norte-irlandês. Foi campeão mundial de snooker em 1972 e 1982 e vice em 1976 e 1980. Tinha o apelido de Hurricane graças à sua velocidade na mesa.